# Muzeum Sportu i Turystyki w Warszawie
Muzeum Sportu i Turystyki w Warszawie − muzeum poświęcone historii polskiego sportu mieszczące się w  Centrum Olimpijskim przy ul. Wybrzeże Gdyńskie 4 w Warszawie.

## Historia
Muzeum jest jedną z najstarszych tego typu placówek w Europie, zostało utworzone w 1952. Dawniej mieściło się przy stadionie warszawskiej Skry przy ul. Wawelskiej 5. W dniu 19 kwietnia 2004 zaczęto przeprowadzkę do obecnej siedziby w Centrum Olimpijskim którą otworzono uroczyście 5 listopad 2006 roku. 
Zgromadzone zbiory obejmują ponad 46 tys. eksponatów, głównie trofeów sportowych (medali, pucharów, dyplomów) oraz proporczyków, sztandarów itp., a także strojów i sprzętu sportowego. Elementem dodatkowym jest bogaty zbiór książek, zdjęć, czasopism, pocztówek, jak również materiałów audio i wideo. Około 85% eksponatów trafiło do muzeum w formie darowizn.